# Legenda mumiei Talos
Legenda mumiei Talos (titlu original: Tale of the Mummy) este un film americano-britanic din 1998 regizat de Russell Mulcahy. Rolurile principale au fost interpretate de actorii Jason Scott Lee, Jack Davenport, Louise Lombard și Christopher Lee. Filmul a fost lansat cinematografic la scară mare la 13 februarie 1999.

## Distribuție
- Enzo Junior - Prince Talos
- Jason Scott Lee - Riley
- Louise Lombard - Samantha Turkel
- Sean Pertwee - Bradley Cortese
- Lysette Anthony - Dr. Claire Mulrooney
- Michael Lerner - Professor Marcus
- Jack Davenport - Detective Bartone
- Honor Blackman - Captain Shea
- Christopher Lee - Sir Richard Turkel
- Shelley Duvall - Edith Butros
- Gerard Butler - Burke
- Jon Polito - Parsons
- Ronan Vibert - Young
- Bill Treacher - Stuart
- Elizabeth Power - Mary
- Roger Morrissey - Mumia